# Tilikum Crossing
Tilikum Crossing – budowany most pylonowy o wysokości 55 metrów i długości 520 metrów w Portlandzie, nad rzeką Willamette River, przeznaczony głównie dla pociągów pomarańczowej linii lekkiej kolei miejskiej, a także dla tramwajów, autobusów, rowerzystów, pieszych i pojazdów uprzywilejowanych. Nazwa w języku miejscowych Indian oznacza „ludzi”, „plemię” lub „rodzinę”.